# North Richland Hills (Teksas)
North Richland Hills je grad u američkoj saveznoj državi Teksas. Prema popisu stanovništva iz 2010. u njemu je živjelo 63.343 stanovnika.